# Vasa-Museum
Das Vasa-Museum (schwedisch Vasamuseet) ist ein maritimes Museum in Stockholm, Schweden. Es befindet sich auf der Insel Djurgården und zeigt das fast vollständig erhaltene, auf seiner Jungfernfahrt 1628 gesunkene Kriegsschiff Vasa sowie dessen Geschichte.
Das Museum wurde 1990 eröffnet, gehört zum Verbund Statens maritima museer (deutsch Staatlich-Maritime Museen Schwedens) und ist das meistbesuchte Museum in Skandinavien.

## Geschichte

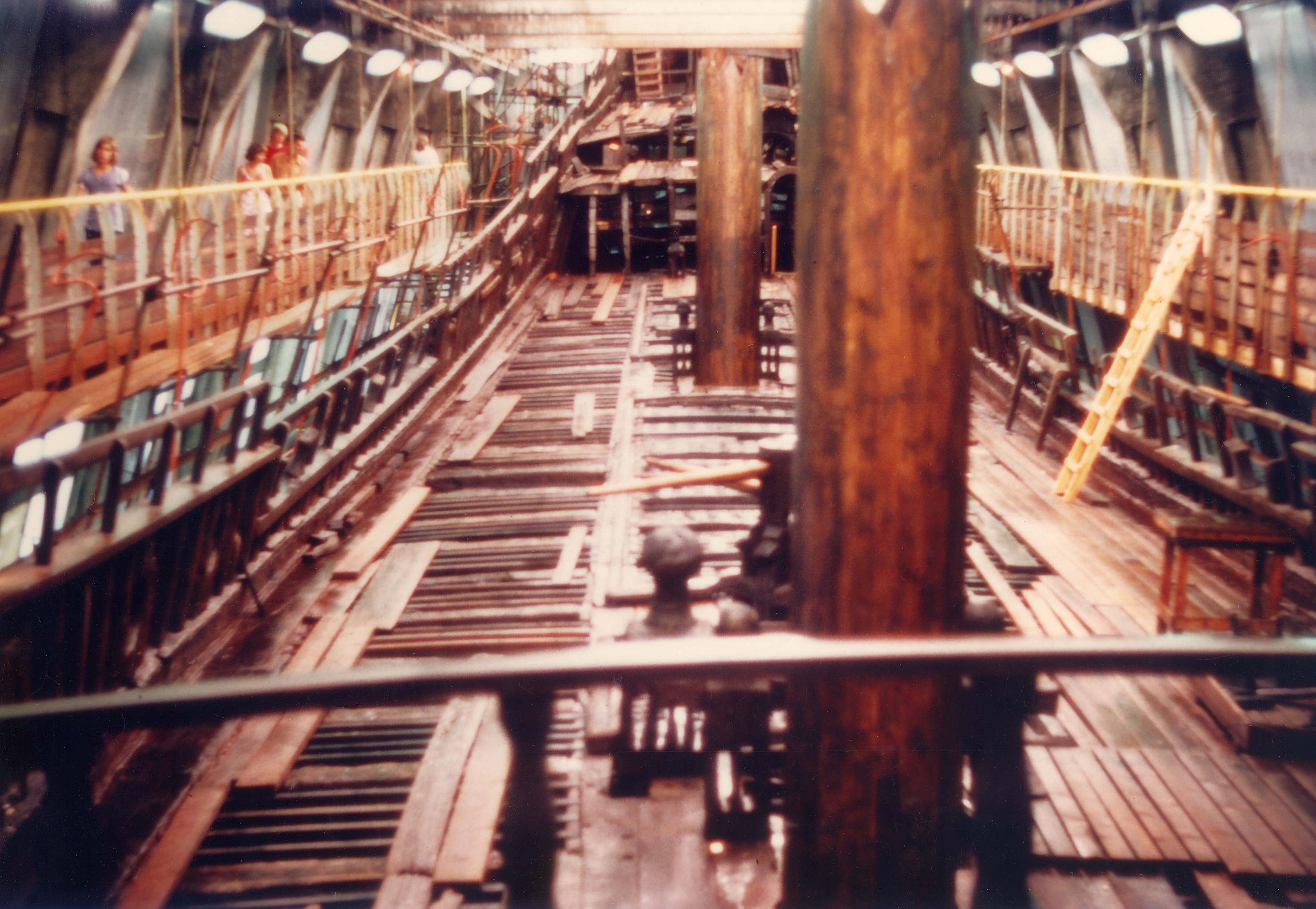
Innenansicht des provisorischen Vasa-Museums mit Besucherplattform, 1975

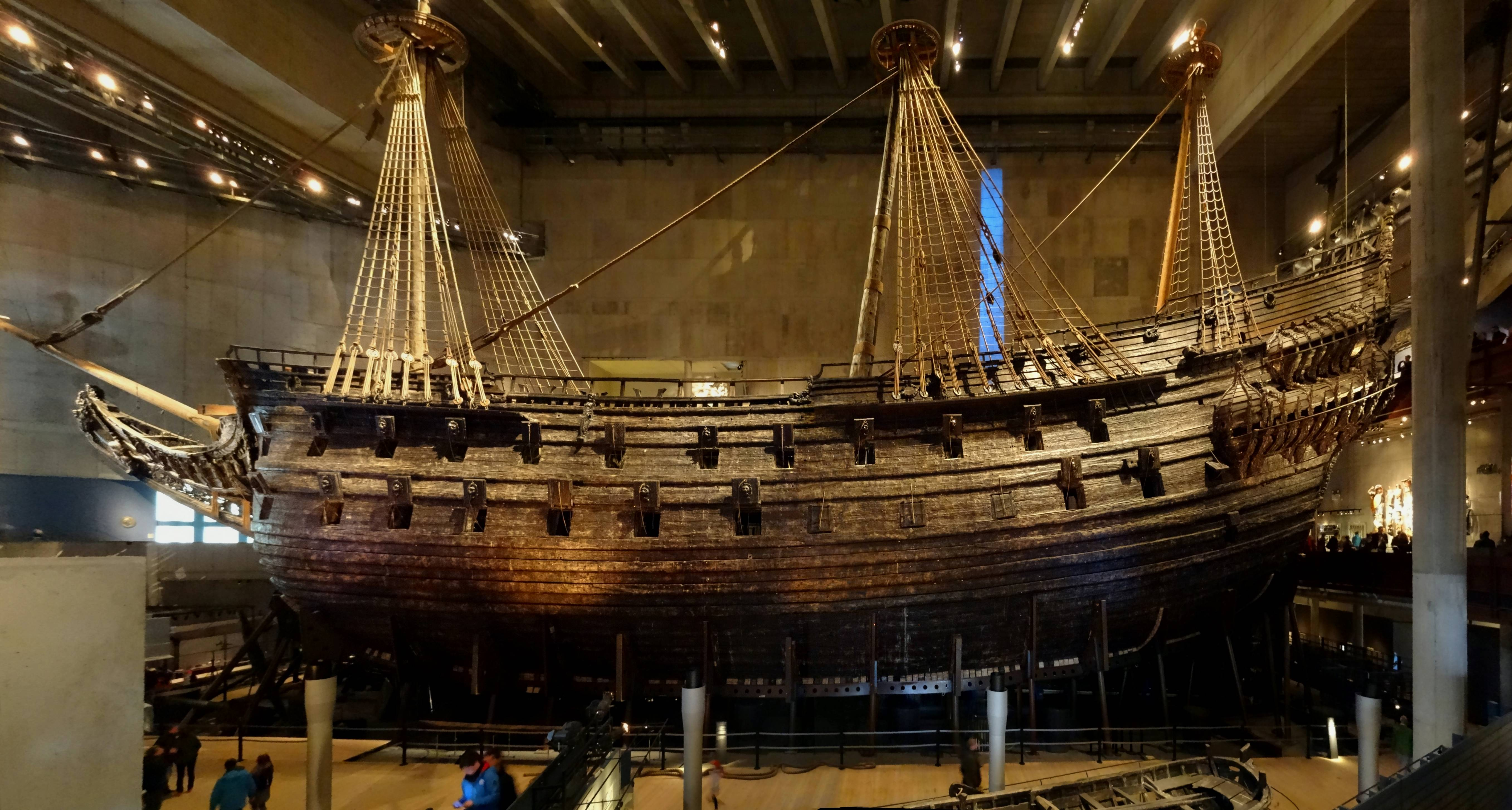
Seitenansicht der Vasa

Von 1961 bis 1988 wurde die Vasa provisorisch in der Wasavarvet (Vasa-Werft) untergebracht und zur Konservierung mit Polyethylenglykol behandelt. Die schwedische Regierung beschloss 1981, ein eigenständiges Vasa-Museum errichten zu lassen, und veranstaltete einen Architekturwettbewerb, dessen endgültige Sieger, Marianne Dahlbäck und Göran Månsson, sich gegen insgesamt 384 eingereichte Modelle durchsetzten. Der Bau des neuen Gebäudes wurde um ein Trockendock einer alten Schiffswerft ausgeführt und begann am 2. November 1987 mit einer Zeremonie unter Teilnahme von Prinz Bertil. Im Dezember 1988 zog man die Vasa in das geflutete Trockendock unter dem halbfertigen Gebäude und im Sommer 1989, als bereits Besucher die Baustelle betreten durften, zählte man schon 228.000 Interessierte.
Das Museum wurde am 15. Juni 1990 eröffnet. Die Baukosten beliefen sich auf über 200 Mio. Kronen. Bisher ist die Vasa von über 25 Millionen Menschen gesehen worden. Mit 1.495.760 Besuchern löste die Ausstellung 2017 Skansen als meistbesuchtes Museum des Landes ab.

## Ausstellung

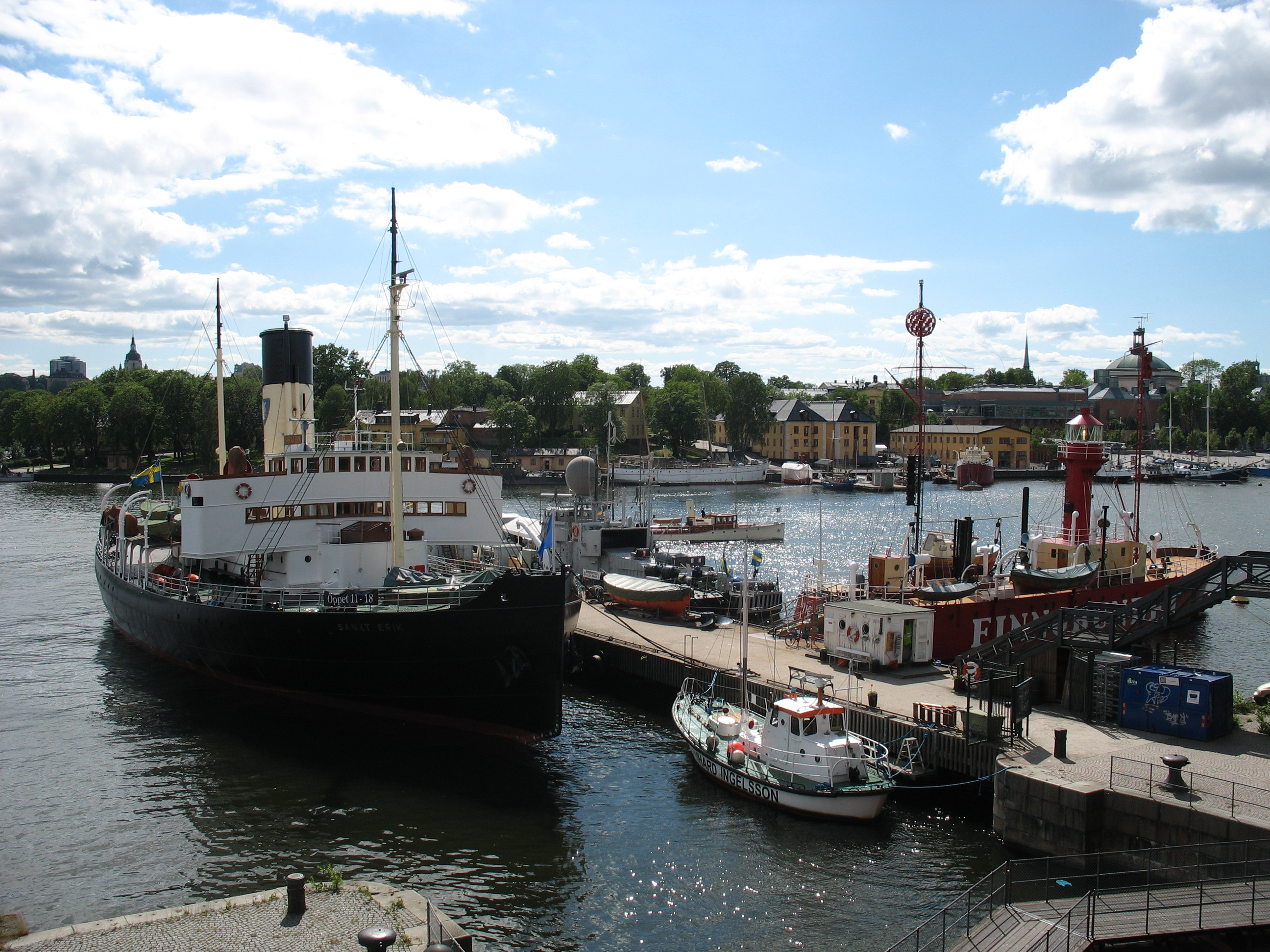
Die vier Museumsschiffe des Museums

In der 34 m hohen Haupthalle sind neben der Vasa verschiedene archäologische Funde von Schiffen und Gegenständen des frühen 17. Jahrhunderts ausgestellt. Das Schiff ist komplett im Gebäude, inklusive der unteren Mastsektionen, Bugspriet und Takelage, untergebracht. Fehlende oder stark zerstörte Teile wurden ersetzt, aber nicht behandelt oder gestrichen, so dass sie sich deutlich von den Originalteilen, die im Wasser über die Jahrhunderte nachdunkelten, abheben. Laut Angaben des Museums sind 98 % des Schiffs Originalteile und nur 2 % nach der Bergung hinzugefügt bzw. ersetzt. Das Schiff kann von sechs Ebenen aus betrachtet werden, vom Kiel bis zum Ende des Achterkastells. Umlaufend sind verschiedene Gegenstände und Modelle ausgestellt, die Konstruktion, Fund und Wiederherstellung der Vasa veranschaulichen. Daneben gibt es viele Exponate zur Geschichte Schwedens im 17. Jahrhundert, die Hintergrundinformationen, die zum Bau des Schiffes führten, liefern. Das Museum verfügt über 12.540 m2 Ausstellungsfläche.
In einem Hafen vor dem Museum befinden sich die zum Seehistorischen Museum gehörenden Museumsschiffe:
- Eisbrecher Sankt Erik (Indienststellung 1915)
- Feuerschiff Finngrundet (1903)
- Schnellboot Spica (1966)
- Seenotrettungsboot Bernhard Ingelsson (1944)

Das Buch Vasa I: Die Archäologie eines schwedischen Kriegsschiffes von 1628 wurde 2006 veröffentlicht. Nachfolgende Bände werden jährlich präsentiert.

## Architektur
Das neue Museum wird von einem großen Kupferdach mit stilisierten Masten dominiert, die die ursprüngliche Rigghöhe der Vasa zeigen sollen. Teile des Gebäudes sind mit farbigen Holzpaneelen bedeckt.

## Abbildungen

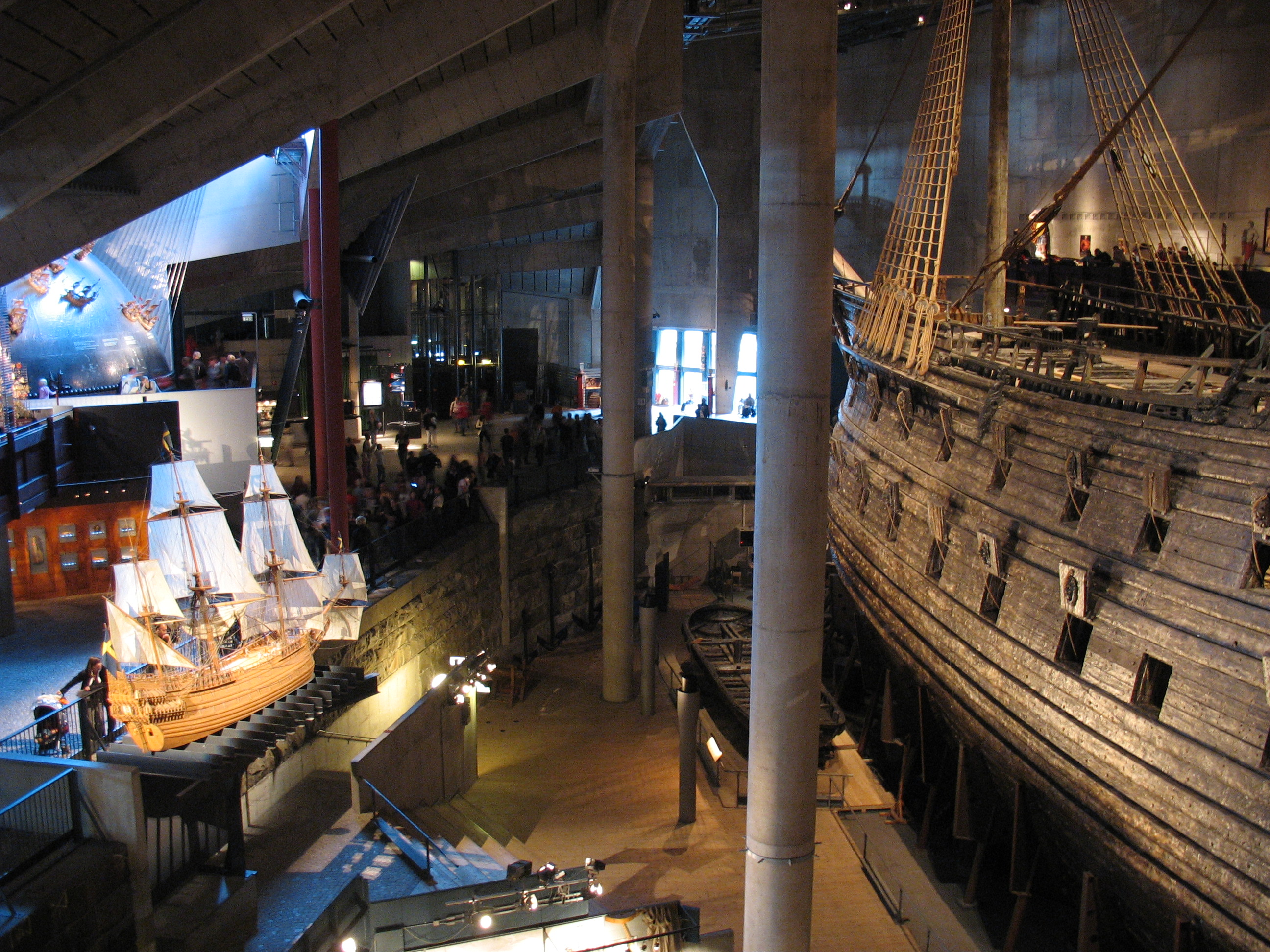
Haupthalle des Museums: Modell der Vasa zur Linken und das Original zur Rechten
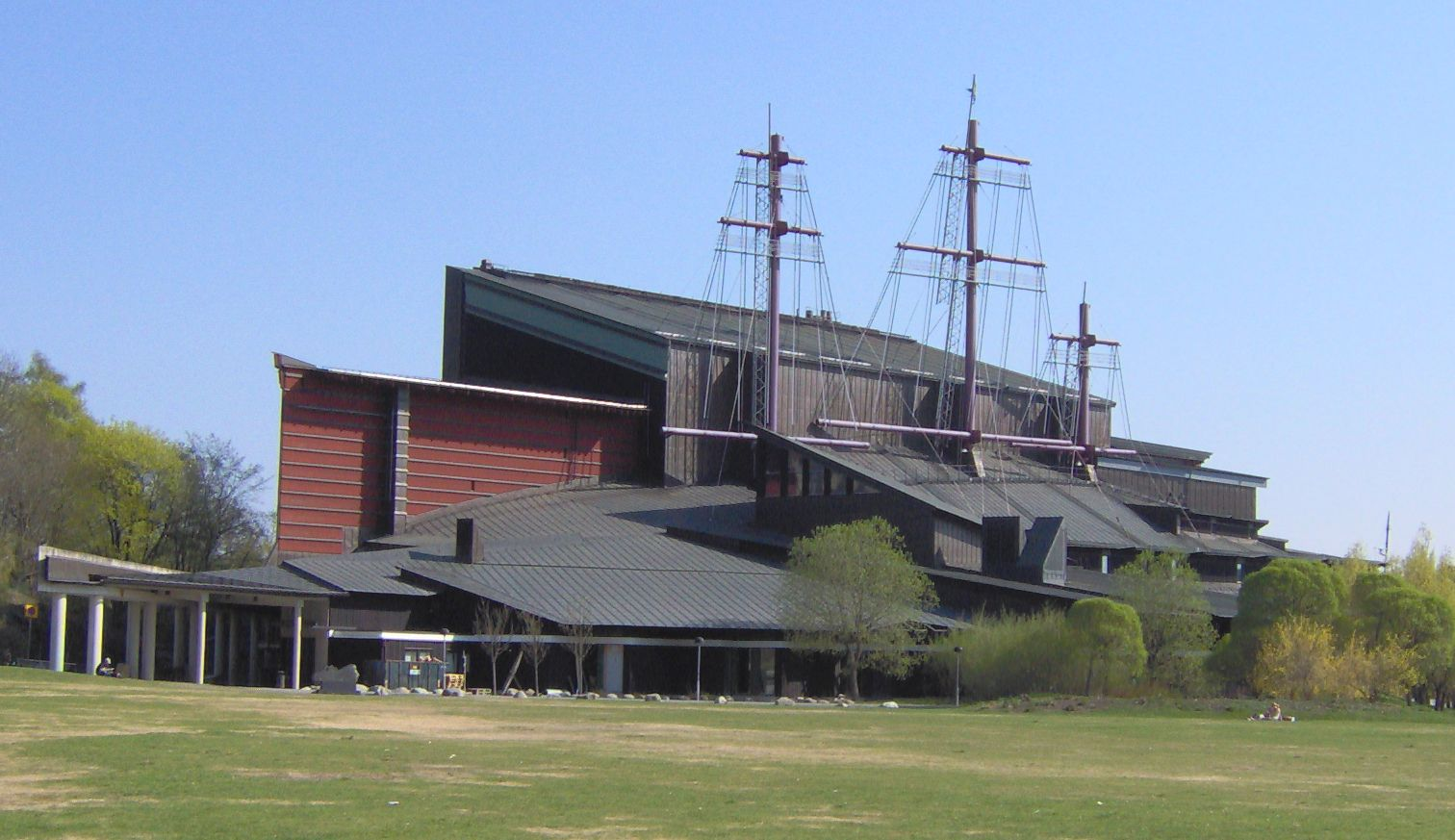
Außenansicht
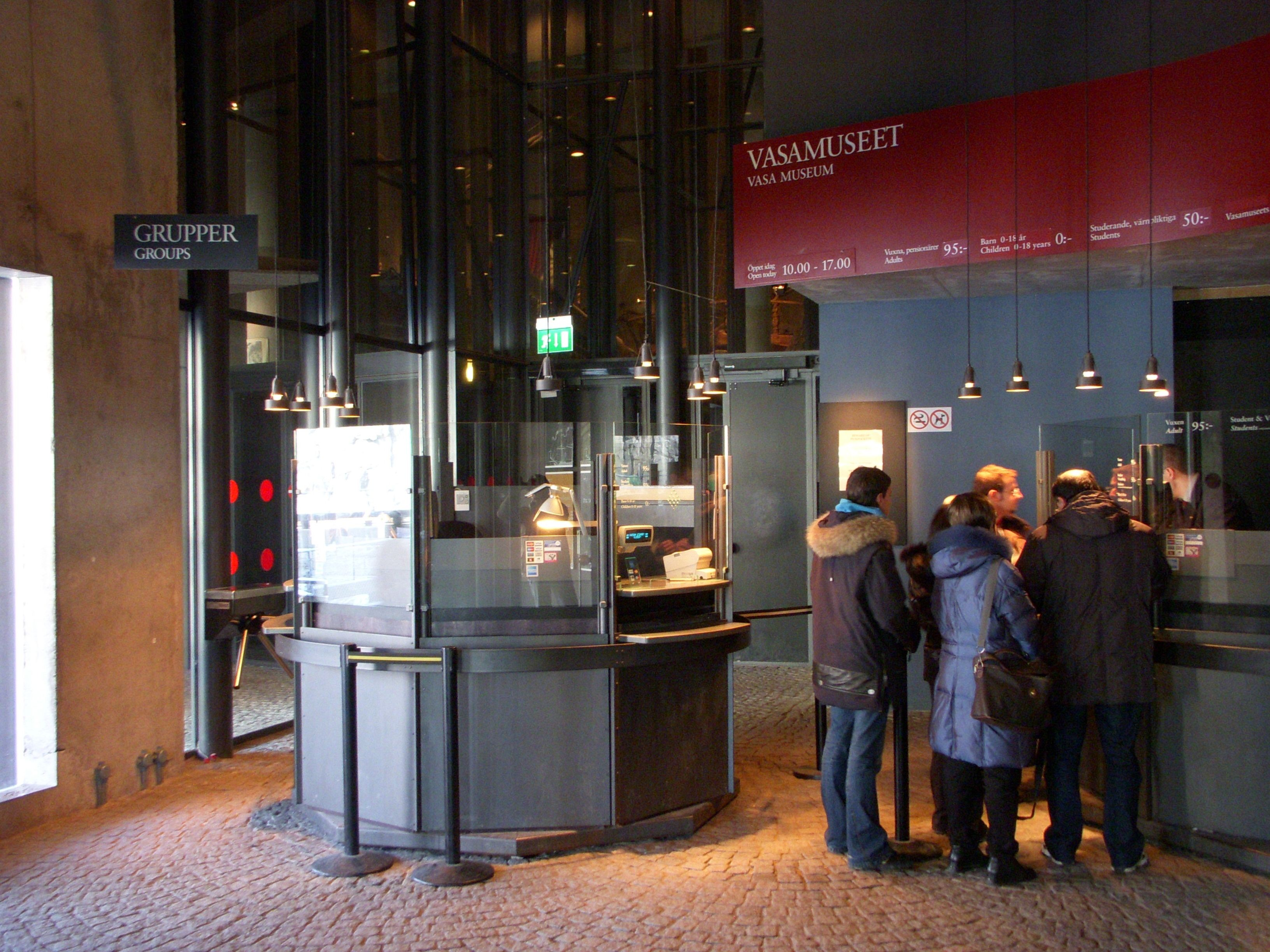
Eingangsbereich
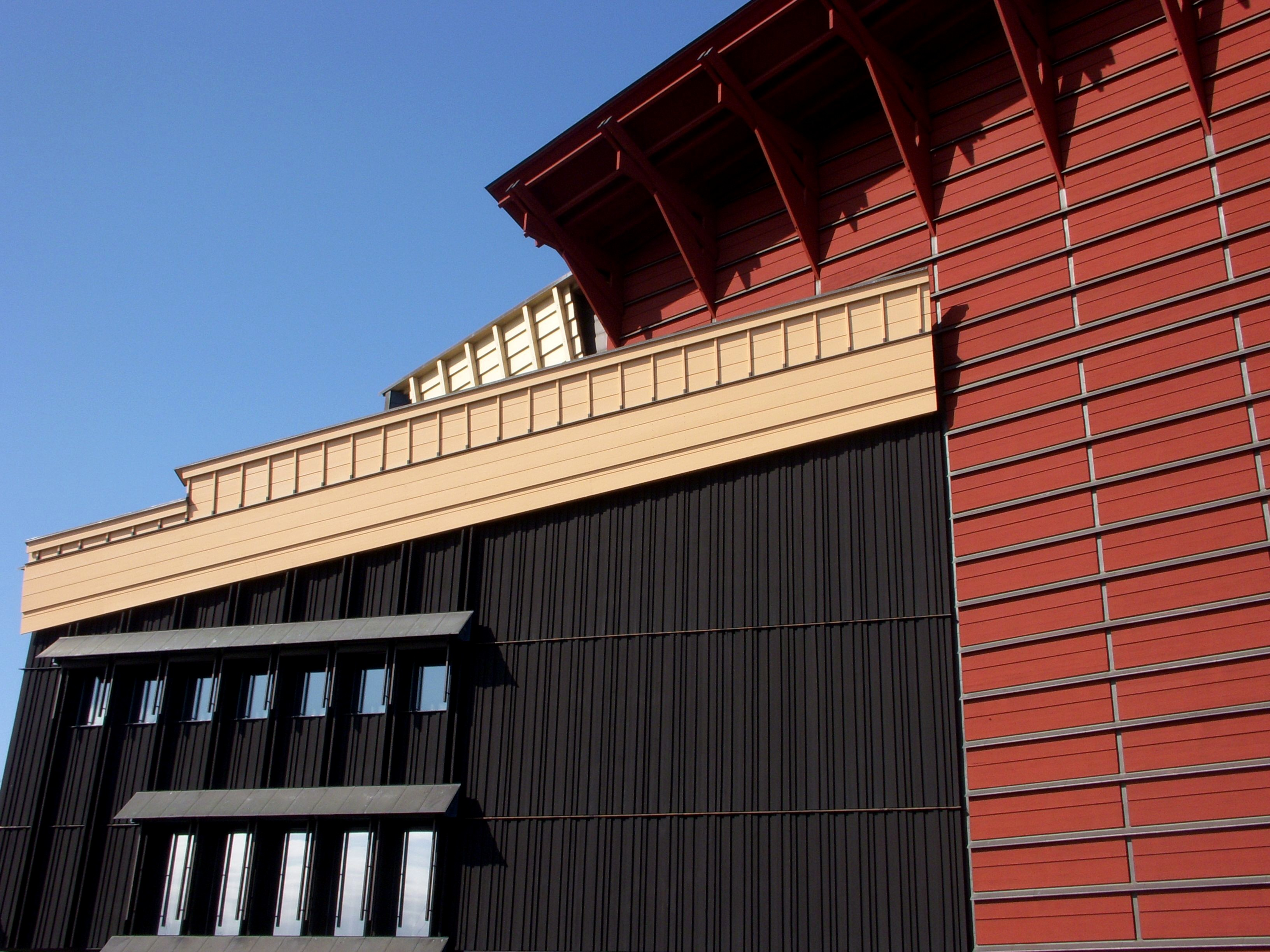
Details der Außenansicht